# 馬爾泰佩
馬爾泰佩是土耳其伊斯坦堡的39個區之一，位於博斯普魯斯海峽以東的亞洲部份，面積123.4平方公里，人口497,034人。

馬爾泰佩